# Loodtingeel
Loodtingeel is een geel pigment dat historisch van groot belang is geweest in de schilderkunst.

## Samenstelling en bereiding
Loodtingeel werd in twee variëteiten aangemaakt. De meest voorkomende, tegenwoordig wel "Type I" genaamd, was een loodstannaat. Het was een oxide van, zoals de naam al aangeeft, lood en tin met de chemische formule Pb2SnO4. Daarnaast bestond er ook een variëteit die tegenwoordig "Type II" heet, een silicaat van loodtinoxide met de formule Pb(Sn,Si)O3.
Het pigment werd bereid door een gemengde lood- en tincomponent te verhitten tot ongeveer 650–800 °C, in het geval van Type II samen met kwarts. Na ongeveer een half uur was de reactie voltooid. Bij het tweede type ontstond een glasachtige substantie die vergruizeld en gezeefd werd. Vermoedelijk bestonden de gebruikte componenten bij Type I uit drie delen rode loodmenie (een oxide van lood) op één deel van het witachtige tindioxide, SnO2. Behalve loodmenie, Pb3O4, kunnen theoretisch ook de loodoxiden PbO of PbO2 gebruikt worden. Moderne experimenten toonden aan dat die daarvoor in feite beter geschikt zijn en de beste resultaten opleveren bij een verhitting tussen 860 °C en 1050 °C. Bij nog hogere temperaturen valt de verbinding weer uiteen.

## Toepassing
De tint van het pigment is een vrij fel geel dat iets naar het rood zweemt en daarom in dit verband wel als "kanariegeel" wordt aangeduid. De geelste tint wordt verkregen bij de hoogste verhitting; een lagere verhitting levert meer oranje tinten op. Type II heeft een wat warmere tint dan Type I. Het pigment is dekkend, Type I meer dan Type II. Loodtingeel is uitstekend lichtecht en verkleurt niet, tenzij door contact met sulfide. Het is zuur- en kalkbestendig. Wegens de loodcomponent is loodtingeel giftig: contact met de huid moet vermeden worden en vooral het inademen van het poeder in ongebonden vorm is gevaarlijk. Het pigment heeft geen moderne industriële toepassing en wordt bij het schilderen alleen nog gebruikt in restauraties of imitaties van oude werken. Voor dat doel is er een kleine commerciële productie.

## Geschiedenis

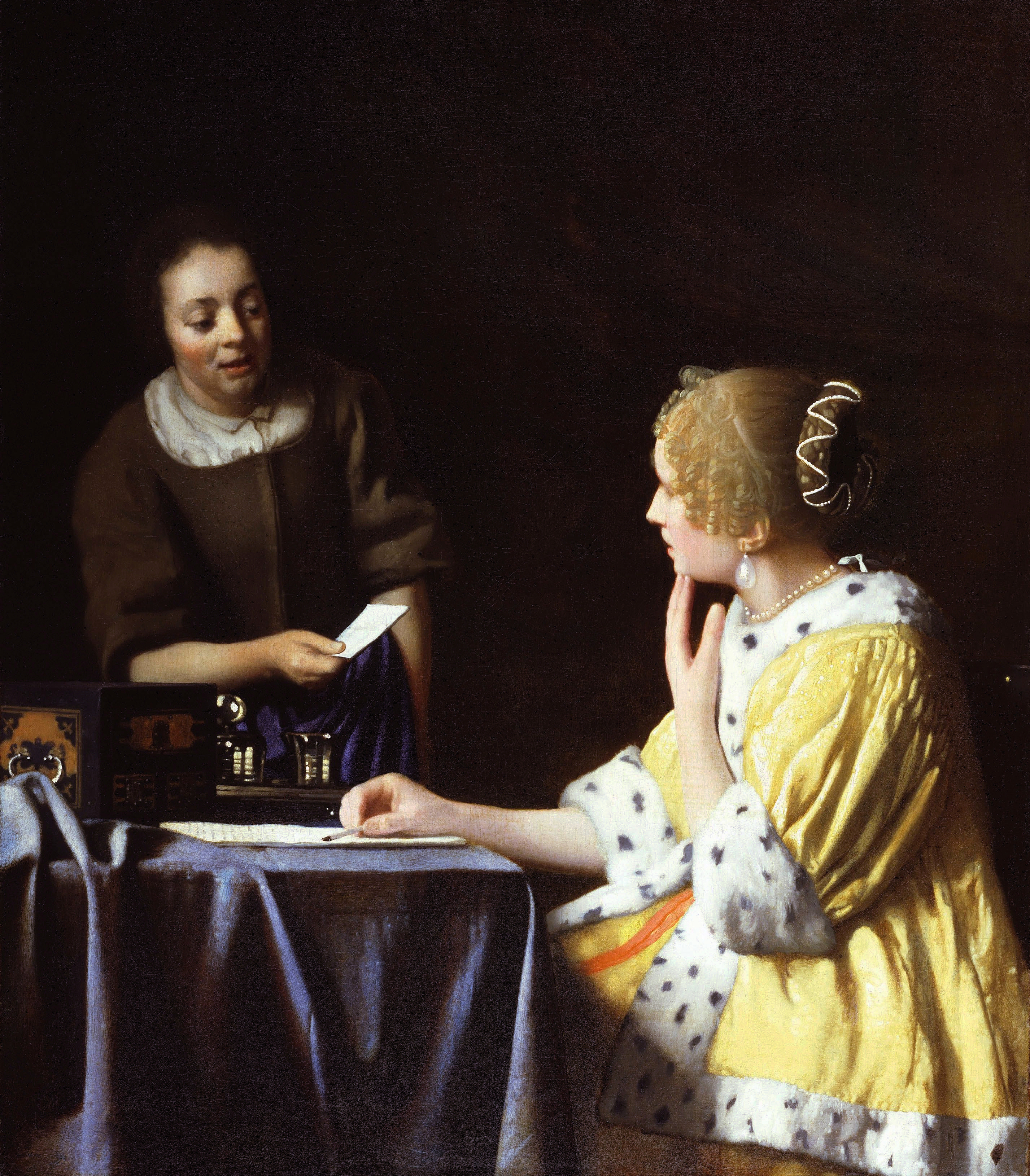
Schilderij van Vermeer, Dame en dienstbode, ± 1666-1667

Loodtingeel werd vermoedelijk ontdekt in de dertiende eeuw. Het is plausibel dat de bereiding van Type II voorafging aan de ontwikkeling van Type I, want Type II is een waarschijnlijk bijproduct van de fabricage van gematteerd kristalglas. Glasscherven met Type II zijn aangetroffen in Romeinse archeologische vindplaatsen die zo oud zijn als de eerste eeuw v.Chr.; het is echter niet aannemelijk dat het toen al opzettelijk als pigment aangemaakt werd. Het enige bekende historische recept voor de productie van loodtingeel, gevonden in Bologna, betreft Type II en stamt uit de eerste helft van de vijftiende eeuw. Deze variëteit werd onder andere gebruikt in fresco's en blijkt al aanwezig te zijn in schilderingen van Giotto. Ook is het pigment met behulp van Raman microscopie aangetoond in de illuminaties in Duitse middeleeuwse handschriften.
Van de late middeleeuwen tot ongeveer 1750 was Type I verreweg het meest toegepaste gele pigment in de olieverftechniek; ook was het wegens de dekkracht goed bruikbaar in matte lijmverf. De bekende gele kledingstukken in de werken van Johannes Vermeer danken hun kleur aan het loodtingeel. Een dekkend pigment zoals loodtingeel is niet bruikbaar in glacerende lagen; om de kleur van een laag loodtingeel te verdiepen werd daarom vaak een glacis aangebracht van een transparant pigment zoals sienna naturel, schijtgeel of Indischgeel. Het gebruik van Type I schijnt beperkt te zijn geweest tot het westen van Europa: het is niet aangetroffen bij iconen, Arabische illustraties of Chinese werken.

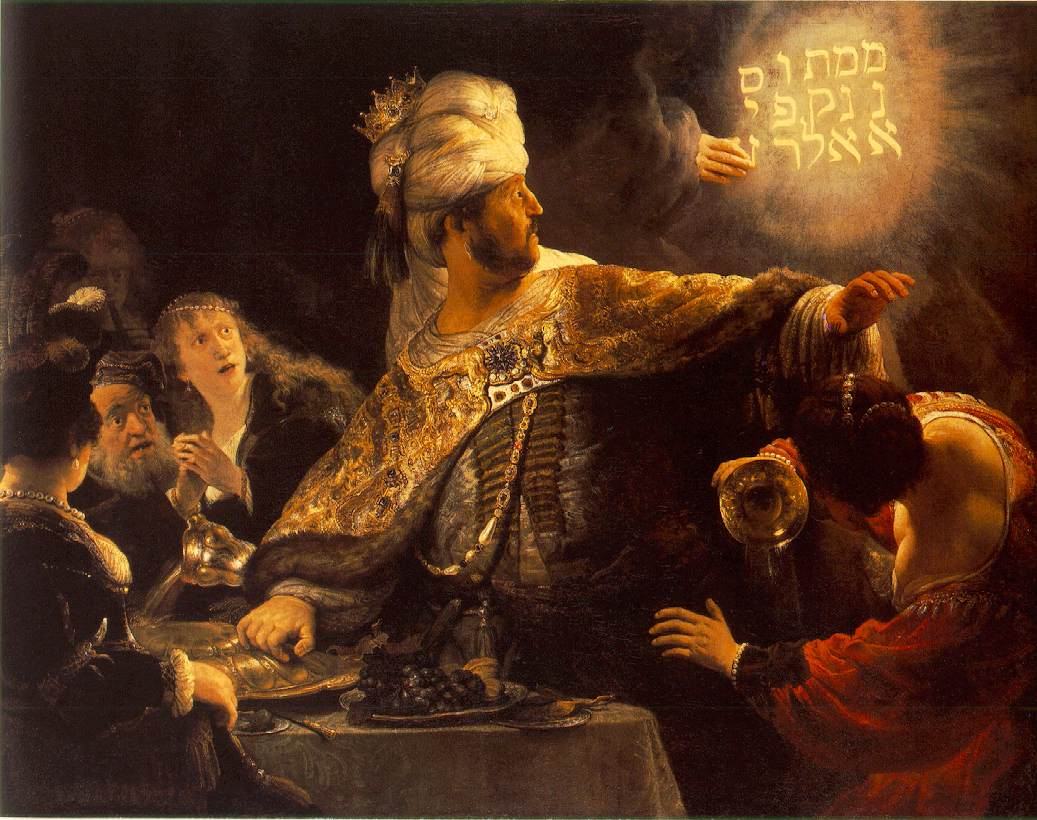
Het feestmaal van Belsazar

Ook Rembrandt gebruikte het pigment, bijvoorbeeld in de groene kleur van de vleugels van de pauw in zijn Stilleven met pauwen. Tot de negentiende eeuw waren er geen goede dekkende groene pigmenten beschikbaar. Daarom mengden schilders vaak loodtingeel met azuriet om een geschikt groen te verkrijgen. Oranje tinten werden in die tijd gemeenlijk aangemaakt door loodtingeel met vermiljoen te mengen. Rembrandt gebruikte het pigment ook in het schilderij Het feestmaal van Belsazar, met name in de letters geschreven op de muur.
In de loop van de achttiende eeuw werd het pigment echter snel verdrongen door het gelijkende Napelsgeel. Het is niet duidelijk wat daarvan de oorzaak was; loodtingeel was niet bijzonder duur. Rond 1750 lijkt de toepassing geheel opgehouden te zijn. De laatste verwijzing naar het pigment was in de Farbenlexicon van Christian Friedrich Prange uit 1782. Dit had tot gevolg dat het pigment helemaal uit het collectieve geheugen verdween. In de negentiende eeuw was het bestaan ervan vergeten en pas het moderne chemische onderzoek naar historische pigmenten door Richard Jakobi van het Doernerinstitut te München kwam in 1941 tot de verrassende ontdekking dat een stof waarvan men de toepassing nooit vermoed had gedurende vele eeuwen het belangrijkste "Geel der Oude Meesters" was geweest. Dit kon gebeuren doordat de namen van het geel, zoals het Italiaanse giallorino of giallolino, in de achttiende eeuw van loodtingeel naar Napelsgeel overgingen zonder dat er een besef was dat de termen een ander pigment waren gaan aanduiden en ook door een verwarring met massicot, een gele loodmenie. "Loodtingeel" is dan ook een moderne benaming, afgeleid van het Duitse Blei-Zinn-Gelb, niet de historische aanduiding van het pigment. In verschillende talen had het geel sterk afwijkende namen. In het Duits heette het Plygal, in het Engels general, in het Spaans genuli en in het Portugees mechim. De moderne indeling in twee typen is van Hermann Kühn die ook als eerste aantoonde hoe wijdverbreid het gebruik was geweest.